# Rock Against Bush

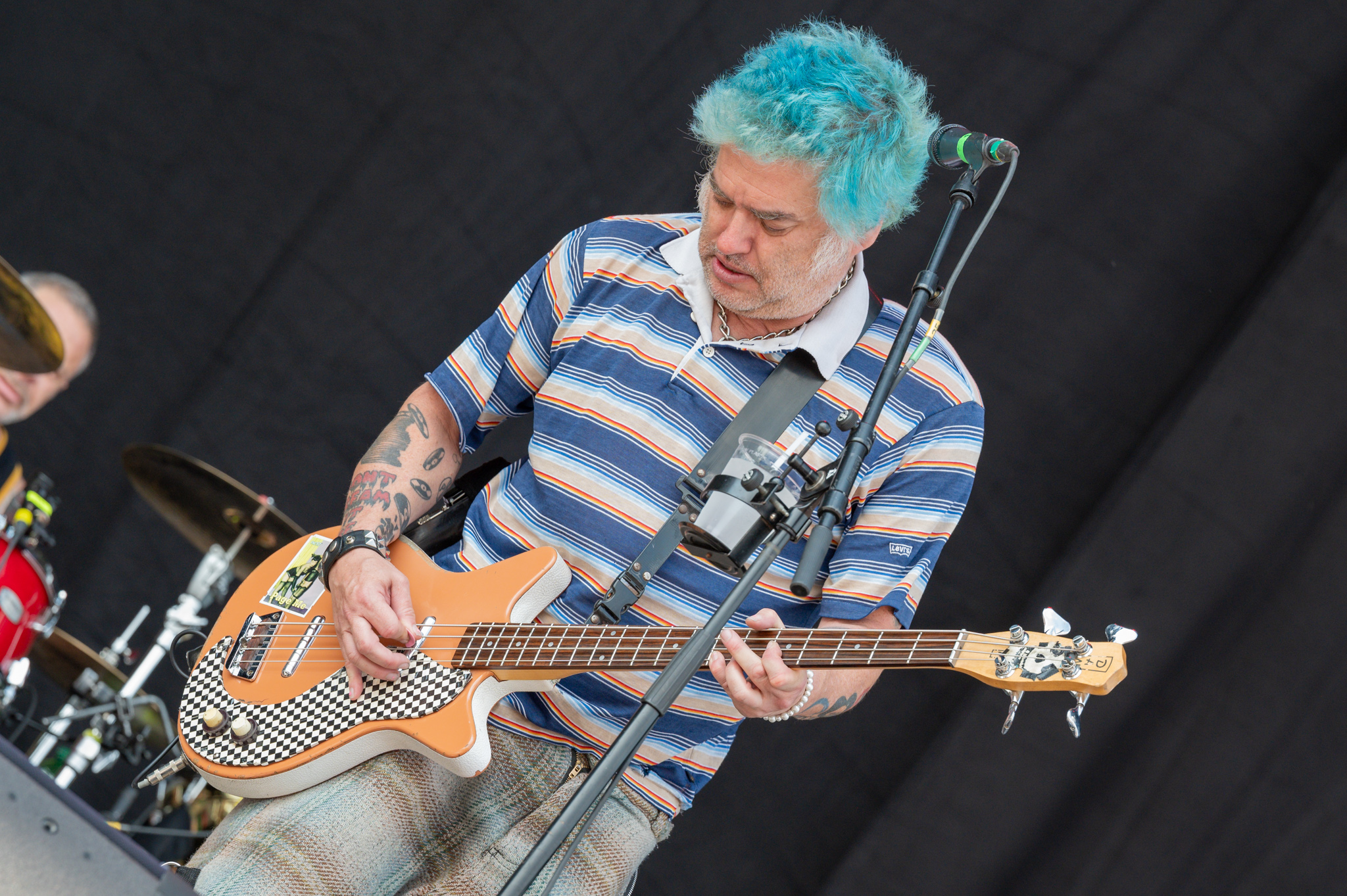
ARGO-Konzerte,Fat Mike,Livekonzert,Livemusik,Michael John Burkett,NOFX,Rock im Park,Utopia Stage

Rock Against Bush foi um projeto com a intenção de mobilizar os jovens para impedir a reeleição do presidente norte-americano George W. Bush nas eleições norte-americanas de 2004, além de conscientizar os jovens americanos sobre política e direito de voto, que nos Estados Unidos, é facultativo.
Foram lançados dois volumes dessa coleção, ambos pela gravadora Fat Wreck Chords. O primeiro volume com 26 e o segundo com 28 canções de diversas bandas, pertencentes ou não à gravadora. Nesses dois primeiros volumes encontram-se NOFX (banda da qual o baixista, Fat Mike é dono da Fat Wreck Chords e idealizador do projeto), Lagwagon, Bad Religion, Descendents, Pennywise, New Found Glory e bandas mais conhecidas que fazem sucesso na mídia, como Green Day, Foo Fighters, The Offspring, No Doubt e Yellowcard.

## Discografia
| Título                    | Data                 |
| ------------------------- | -------------------- |
| Rock Against Bush, Vol. 1 | 20 de abril de 2004  |
| Rock Against Bush, Vol. 2 | 10 de agosto de 2004 |